# راه شب (برنامه رادیویی)
راه شب برنامه ای رادیویی است که بیش از ۴۰ سال از رادیو ایران پخش می شود.
چهره‌های بنامی مانند حمید مصدق، احمد شاملو و حمید عاملی و علی اکبر هرانر قبل از انقلاب در راه شب گویندگی کرده‌اند و منوچهر نوذری، محمد صالح‌علاء و غلامعلی امیرنوری بعد از انقلاب پشت میکروفون این برنامه نشسته و با مردم سخن گفته‌اند.
راه شب برنامه‌ای ترکیبی است که هر شب به یک موضوع اختصاص دارد و از ساعت ۳۰ بامداد تا  ۲:۲۵ به مدت ۱۱۵ دقیقه در رادیو ایران پخش می‌شود و گویندگان و تهیه‌کنندگان متفاوتی اجرا و تولید آن را بر عهده دارند.